# Servio Sulpicio Galba (pretore 54 a.C.)
Servio Sulpicio Galba (in latino Servius Sulpicius Galba; 95 a.C. circa – 43 a.C.) è stato un politico e generale romano.
Pretore nel 54 a.C., fu legato di Gaio Giulio Cesare dal 58 a.C. al 50 a.C. nella guerra di conquista della Gallia, al comando della futura Dodicesima legione fulminata. Si candidò alle elezioni consolari per il 49 a.C., come uomo di parte cesariana, ma fu battuto. Prese poi parte alla congiura contro Cesare delle idi di marzo del 44 a.C. e per questo venne condannato a morte nel 43 a.C., in base alla Lex Pedia.
Suo pronipote fu l'imperatore romano Lucio Servio Sulpicio Galba.